# Russell Hayden
Russell "Lucky" Hayden (12 de junio de 1912-9 de junio de 1981) fue un actor cinematográfico y televisivo estadounidense.

## Biografía
Nacido en Chico (California), su verdadero nombre era Pate Lucid. Sus padres eran Francis J. y Minnie Harvey Lucid, y tomó su nombre artístico como homenaje a su amigo, el camarógrafo Russell Harlan.
Antes de ser actor a mediados de la década de 1930, Hayden trabajó en el cine como grabador de sonido, montador y ayudante del camarógrafo. En sus inicios principalmente trabajó en películas del Oeste, llegando a ser votado como una de las diez grandes figuras vaqueras. 
Interpretó a Lucky Jenkins, uno de los tres héroes de los western de la serie Hopalong Cassidy, protagonizada por William Boyd, y posteriormente trabajó con Charles Starrett en otros títulos del género. En 1950 actuó como marshal en varios episodios de la serie de la ABC The Marshal of Gunsight Pass. En la temporada 1952–1953, Hayden trabajó junto a Jackie Coogan en la producción televisiva de 39 episodios Cowboy G-Men. A finales de la década de 1950 él produjo y dirigió dos series western, 26 Men, protagonizada por Tristram Coffin, y Judge Roy Bean, con Edgar Buchanan y Jack Buetel. Hayden también intervino como actor en la segunda.
Hayden y su compañero actor Dick Curtis ayudaron a desarrollar Pioneertown, una ciudad decorado western localizada en las cercanías de Palm Springs, y que fue utilizada en muchos títulos del género, tanto cinematográficos como televisivos.
Russell Hayden falleció en 1981 en Palm Springs (California), a causa de una neumonía. Fue enterrado en el Cementerio Oakwood Memorial Park en Los Ángeles (California).